# James Gregory (mathématicien)
Pour les articles homonymes, voir Gregory.
James Gregory (novembre 1638 – octobre 1675) est un mathématicien et un astronome écossais.

## Biographie
Il est né à Drumoak près d'Aberdeen et mort à Édimbourg. Il a été professeur à l'Université de St Andrews et à l'université d'Édimbourg.
En 1660, il publie Optica Promota, dans lequel il décrit un modèle de télescope qui porte aujourd'hui son nom. 
Ce télescope attira l'attention de plusieurs scientifiques : Robert Hooke, le physicien d'Oxford qui le construisit finalement, Sir Robert Moray, membre fondateur de la Royal Society et Isaac Newton, qui travaillait sur un projet similaire.
Ce type de télescope n'est plus guère utilisé, car il en est de plus performants pour les usages habituels.
Élève à Bologne de Stefano degli Angeli, il rapporte d'Italie les premiers développements en série, et les méthodes issues du travail de Cavalieri.
Gregory, admirateur enthousiaste de Newton, entretient avec lui une correspondance amicale, et il incorpore ses idées dans son propre enseignement, idées controversées et révolutionnaires à l'époque.

## Œuvre

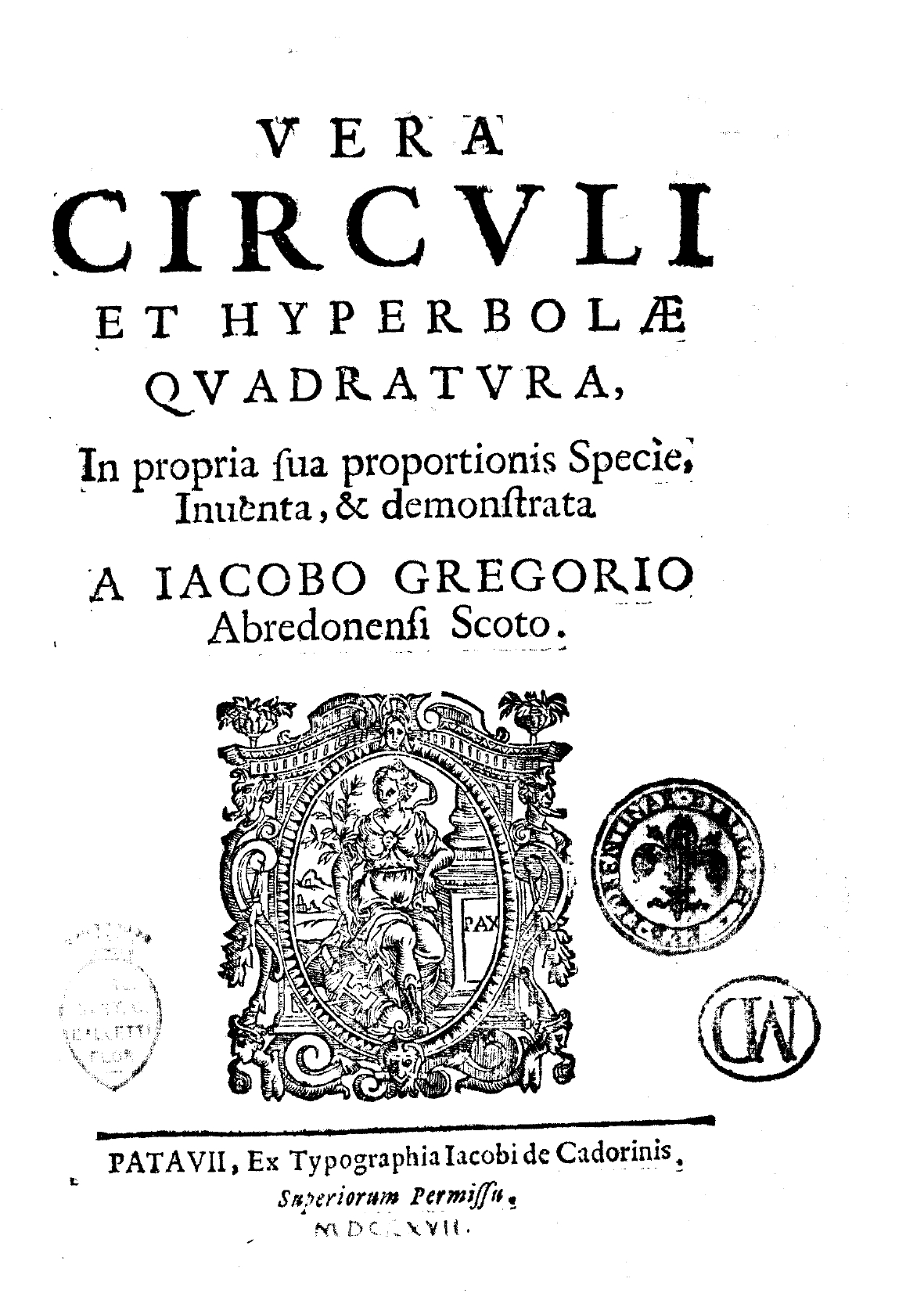
Vera circuli et hyperbolae quadratura, 1667.

En 1667, il publie Vera Circuli et Hyperbolae Quadratura, dans lequel il montre que les aires délimitées par le cercle et l'hyperbole sont données par la somme de séries infinies.
Ce travail contient une remarquable proposition géométrique qui dit que le rapport des aires d'un secteur arbitraire du disque et du secteur correspondant du polygone régulier inscrit ou exinscrit ne peut pas s'exprimer avec un nombre fini de termes. Il en déduisit que la quadrature du cercle est impossible, mais son argument est insuffisant. 
Ce livre contient aussi la plus ancienne parution du développement des fonctions sinus, cosinus, arc sinus et arc cosinus en séries de Taylor. Il fut réimprimé en 1668 avec un appendice Geometriae Pars sur le calcul des volumes de solides de révolution.
En 1671 ou plus tôt peut-être, il démontre la formule
{\displaystyle \theta =\tan \theta -{\frac {\tan ^{3}\theta }{3}}+{\frac {\tan ^{5}\theta }{5}}-\ldots },
vraie pour –π/4 ≤ θ ≤ π/4. (Cette formule avait déjà été découverte vers 1400 par le mathématicien indien Madhava de Sangamagrama, qui l'avait utilisée pour calculer les 11 premières décimales du nombre π.)